# Респиратор
Респираторът е средство за индивидуална защита на дихателните органи срещу попадане на аерозоли (прах, дим, мъгла) и/или вредни газове. Това е последното, и едновременно най-несигурното средство за защита. Използването на такива средства се налага от несъвършенството на технологичните процеси, на използваното оборудване и методите на организация на работата, което води до това, че въздухът на работните места може да бъде замърсен с вредни вещества.
Когато се използват за предпазване от инфекциозни заболявания, респираторите и маските могат да се използват многократно. Освен това са разработени и проверени начини за тяхната дезинфекция.
Концентрацията на въглероден диоксид във вдишвания въздух може да бъде по-висока от граничната стойност (0,5% = 5000 ppm) и да достигне: респиратори за еднократна употреба 3,52% (сгъваем респиратор, средна стойност при 6 модела), 2,52% (чаша-подобен респиратор, средната стойност при 18 модела); концентрацията може да се повиши до 2,6% (противогази, респиратори за многократна употреба-полумаска). Резултатите са подобни при други изследвания.
Това причинява главоболие; и кожни заболявания на лекарите, които използват респиратори в продължение на много часове.

## История
Първите опити да се използват средства за защита от прах са правени преди много векове. Първият респиратор за защита от токсични газове с активен въглен е направен от Джон Стенхауз (шотландски химик, изучавал активния въглен). През 19 век са създадени първите работоспособни автономни дихателни апарати, широко използвани от планински спасители в условията на недостиг на кислород. Като цяло респираторите по това време са много несъвършени. Те били неудобни, филтрите или лошо пропускали въздуха, или пропускали праха, а вследствие на овлажняването на филтъра той бързо се задръствал, и с респираторите ставало трудно да се работи.
Един от първите документирани случаи на използване на респиратори за защита от прах е бил през 1871 г., когато английският фабричен инспектор Робърт Бейкър изисквал от работодателите работниците да използват респиратори.
Появата на химическите оръжия по време на Първата световна война и ядрените оръжия по време на Втората световна война ускорява развитието на науката в тази област – необходима била сигурна защита от отровните газове и радиоактивния прах. В резултат на това са създадени ефективни филтри, улавящи газовете и аерозолите.
В края на 1960-те години в атомната индустрия в САЩ са открити случаи на заболявания при служители, които са използвали качествени респиратори с високоефективни филтри. Специалистите разбират, че действителната надеждност на респираторите е значително по-ниска, отколкото се е смятало по-рано. Това кара изследователите да направят измерване на ефективността на респиратори с различни конструкции, и то не само в лабораториите, но и на работните места по време на работа. Тези изследвания показват, че:
1. Вредните вещества попадат под маската на първо място през пролуките между маската и лицето, а не през филтъра. Появата на тези хлабини и техните размери зависят от много обстоятелства (съответствие между маска и лице; правилно или неправилно поставяне; изхлузване (изместване) по време на работа). Случайното образуване и промяната на хлабините прави ефективността на респиратора случайна и непредвидима.
2. При използване на респиратори на работните места размерите на появяващите се пролуки, средно взето, са много по-високи, отколкото при изпитванията в лабораторни условия. Поради това получените в лабораторията данни за ефективността не могат да се използват за оценка на ефективността на респираторите на работните места[16].
3. Ефективността на респираторите много зависи от тяхната конструкция (на лицевата част, както и от наличието или отсъствието на свръхналягане под лицевата част при вдишване).

Резултатите от научните изследвания са се превърнали в основа за разработване на изискванията на законодателството за работодателя, и за написването на учебници за специалисти по индустриална хигиена.

## Конструкция на респираторите
Има изолиращи и филтриращи респиратори. Филтриращите респиратори предоставят на работника въздух, който е подходящ за дишане, чрез пречистване на външния замърсен въздух с помощта на филтри. Те са в състояние да защитят работника тогава, когато във въздуха има достатъчно много кислород, и когато има филтри, които могат да уловят вредните газове.
Изолиращите респиратори получават годен за дишане въздух от източник, който е напълно независим от околната работната атмосфера. Автономните дихателни апарати използват резервоари със сгъстен въздух или с кислород, или химически източник на кислород. Шланговите изолиращи респиратори подават чистия въздух през маркуч. Изолиращите респиратори са по-надеждни, но са тежки, неудобни и скъпи.
За разделяне на дихателните органи от замърсения въздух на околната среда се използват различни лицеви части – полумаска, цели маски, пневмокостюми и други.
- Лицева част тип четвъртмаска; очакван коефициент на защита – от порядъка на 5[1]
- Лицева част тип полумаска; очакван коефициент на защита – от порядъка на 10[1]
- Лицева част – цяла маска; очакван коефициент на защита – от порядъка на 50[1]
- Лицева част тип „задустник“ (наустник); очакван коефициент на защита – от порядъка на 100

Въздухът може да постъпи под лицевата част за сметка на разреждането при вдишване или чрез принудително подаване отвън. В зависимост от лицевата част и начина на подаване на въздух респираторите от различни проекти осигуряват различна ефективност на защитата. Ниската ефективност на респираторите, които нямат високо налягане под маската по време на вдишване, налага да се разработват респиратори с принудително подаване на въздух под лицева част.

## Ефективност
За да може един респиратор да защити здравето на работника, той трябва да намали концентрацията на вредни вещества във вдишвания въздух до зададена степен. Ефективността на респираторите не е постоянна. В САЩ и Великобритания са правени измервания на ефективността по време на работа и резултатите от измерванията са подлагани на статистическа обработка. След това държавата публикува закони, които ограничават прилагането на респиратори от някои видове, така че повечето работници да са надеждно защитени в повечето случаи (макар и не винаги). През 2003 г. в САЩ са наложени ограничения – полумаска може да се използва при концентрация на вредни вещества, надвишаваща допустимата не повече от 10 пъти, а пълнолицева маска – до 50 пъти. При по-голяма концентрация на вредни вещества работодателят е длъжен да осигури на служителите респиратори, при която въздухът се подава под маската под налягане отвън. Свръхналягането на въздуха под маската по време на вдишване не позволява на вредните вещества да проникнат през пролуките.
Ако се използва респиратор за защита от вредни газове, могат да възникнат сериозни проблеми с осигуряването на навременна подмяна на филтрите. Когато вредното вещество няма миризма при концентрация, надвишаваща безопасната, използването на появата на миризма под маската като белег за нужда от навременна подмяна на противогазовите филтри е опасно.
| Частичен списък на някои вредни газове и изпарения, при които няма предупредителни свойства (миризма, дразнене на дихателните пътища и др.) | Частичен списък на някои вредни газове и изпарения, при които няма предупредителни свойства (миризма, дразнене на дихателните пътища и др.) | Частичен списък на някои вредни газове и изпарения, при които няма предупредителни свойства (миризма, дразнене на дихателните пътища и др.) |
| Газове и изпарения (CAS) | Максимално допустимата концентрация, части на милион (по обем), ppm (mg/m³)                                                                 | Колко пъти концентрацията на газа, при която човек чувства мирис, е по-висока от максимално допустимата концентрация                        |
| --- | --- | --- |
| Етилен оксид (75-21-8) | 1 (1,8) | 851 |
| Арсин (7784-42-1) | 0,05 (0,2) | до 200 |
| Пентаборан (19624-22-7) | 0,005 (0,013) | 194 |
| Хлор диоксид (10049-04-4) | 0,1 (0,3) | 92,4 |
| Метилен бифенил изоцианат (101-68-8) | 0,005 (0,051) | 77 |
| Диглицидилово излъчване (2238-07-5) | 0,1 (0,53) | 46 |
| Дихлоретилен (75-35-4) | 1 (4,33) | 35,5 |
| Толуен диизоцианат (91-08-7) | 0,005 (0,036) | 34 |
| Диборан (19287-45-7) | 0,1 (0,1) | 18 – 35 |
| Циановодород (460-19-5) | 10 (21) | 23 |
| Пропилен оксид (75-56-9) | 2 (4,75) | 16 |
| Осмиев тетраоксид (20816-12-0) | 0,0002 (0,0016) | 10 |
| Бензен (71-43-2) | 1 (3,5) | 8,5 |
| Селенид (7783-07-5) | 0,05 (0,2) | 6 |
| Мравчена киселина (64-18-6) | 5 (9) | 5,6 |
| Фосген (75-44-5) | 0,1 (0,4) | 5,5 |
| Метилциклохексанол (25639-42-3) | 50 (234) | 5 |
| Перхлорил флуорид (7616-94-6) | 3 (13) | 3,6 |
| Малеинов анхидрид (108-31-6) | 0,1 (0,4) | 3,18 |
| Хексахлорциклопентадиен (77-47-4) | 0,01 (0,11) | 3 |
| Хлорбромметан (74-97-5) | 200 (1050) | 2 |
| Дифторид кислород (7783-41-7) | 0,05 (0,1) | 1.9 |
| Хлороформ (67-66-3) | 10 (49) | 1,17 |

## Законови изисквания
Във всички развити страни има закони, които регулират начините за избор и използване на респираторите. Не бива да се забравя, че от всички начини за защита на работниците респираторите са най-ненадеждни. Във Великобритания, Германия и САЩ законът задължава работодателя да намали концентрацията на вредни вещества във въздуха до минималната постижима по всички възможни начини, и едва след това да използва респиратори. Така например поради ниската надеждност на респираторите в минната индустрия на САЩ от работодателите строго се изисква да се намали запрашеността на въздуха до допустимата степен.
След това законите еднозначно установяват кога какви видове респиратори могат да бъдат използвани (работниците получават такива респиратори, които отговарят на условията на труд). И накрая, законите определят, че работодателят трябва да осигури използването на респиратори, защото неправилното прилагане може значително да намали ефективността на защитата. В САЩ е разработена инструкция за инспектори, показваща как да се проверява изпълнението на изискванията на стандарта.
В СССР и страните от Съвета за икономическа взаимопомощ е обръщано малко внимание на избора и прилагането на респиратори, не са изпълнявани изискванията на закона за избор на респиратори, често работниците са ползвали пословично недостатъчно ефективни респиратори. Тази ситуация се е запазила в Руската федерация и Украйна. Работниците често се използват евтини респиратори (полумаска без принудително подаване на въздух) при работа в силно замърсена атмосфера, и така у тях могат да се развиват професионални заболявания (понякога нелечими и необратими, като силикоза и други).

## Учебни помагала
В САЩ, Великобритания, Канада и Германия са публикувани учебни помагала за използването на промишлени респиратори (избор и прилагане на респиратори при терористични актове и катастрофи).
| Учебни помагала за използването на респиратори | Учебни помагала за използването на респиратори | Учебни помагала за използването на респиратори | Учебни помагала за използването на респиратори | Учебни помагала за използването на респиратори                                                                                     | Учебни помагала за използването на респиратори |
| Държава                                        | Език                                           | Година                                         | Брой страници                                  | Организация | Учебни помагала (област на дейност) |
| ---------------------------------------------- | ---------------------------------------------- | ---------------------------------------------- | ---------------------------------------------- | --- | --- |
| САЩ                                            | английски                                      | 1987                                           | 305                                            | Националният институт на безопасност и здраве на работното място (NIOSH)                                                           | NIOSH Guide to Industrial Respiratory Protection (избор и използване на респираторите в промишлеността)                                                                         |
| САЩ                                            | английски                                      | 2005                                           | 32                                             | Националният институт на безопасност и здраве на работното място (NIOSH)                                                           | NIOSH Respirator Selection Logic (избор на респираторите) |
| САЩ                                            | английски                                      | 1999                                           | 120                                            | Националният институт на безопасност и здраве на работното място (NIOSH)                                                           | TB Respiratory Protection Program In Health Care Facilities (избор и използване на респираторите в медицински заведения за защита от туберкулоза)                               |
| САЩ                                            | английски                                      | 2017                                           | 48                                             | Pesticide Educational Resources Collaborative (PERC)                                                                               | Respiratory Protection Guide. Requirements for Employers of Pesticide Handlers (избор и използване на респираторите в селското стопанство за защита от пестициди)               |
| САЩ                                            | английски и испански                           | -                                              | -                                              | Управление за безопасност и охрана на труда – в Министерството на труда на САЩ (OSHA)                                              | Respiratory Protection eTool (избор и използване на респираторите, онлайн) |
| САЩ                                            | английски                                      | 2011                                           | 124                                            | Управление за безопасност и охрана на труда – в Министерството на труда на САЩ (OSHA)                                              | Small Entity Compliance Guide for the Respiratory Protection Standard (избор и използване на респираторите в малки организации)                                                 |
| САЩ                                            | английски                                      | 2015                                           | 96                                             | Управление за безопасност и охрана на труда – в Министерството на труда на САЩ (OSHA)                                              | Hospital Respiratory Protection Program Toolkit (избор и използване на респираторите в медицински заведения)                                                                    |
| САЩ                                            | английски                                      | 2012                                           | 54                                             | Управление за безопасност и охрана на труда – в Министерството на труда на САЩ (OSHA), звено за управление в Северна Каролина      | A Guide to Respiratory Protection (избор и използване на респираторите) |
| САЩ                                            | английски                                      | 2014                                           | 44                                             | Управление за безопасност и охрана на труда – в Министерството на труда на САЩ (OSHA), звено за управление в Орегон                | Breathe Right! Oregon OSHA’s guide developing a respiratory protection program for small-business owners and managers (избор и използване на респираторите в малки организации) |
| САЩ                                            | английски                                      | 2016                                           | 32                                             | Управление за безопасност и охрана на труда – в Министерството на труда на САЩ (OSHA), звено за управление в Орегон                | Air you breathe: Oregon OSHA's respiratory protection guide for agricultural employers (избор и използване на респираторите в селското стопанство)                              |
| САЩ                                            | английски                                      | 2014                                           | 38                                             | Управление за безопасност и охрана на труда – в Министерството на труда на САЩ (OSHA), звено за управление в Орегон                | Respiratory Protection (избор и използване на респираторите) |
| САЩ                                            | английски                                      | 2017                                           | 51                                             | Управление за безопасност и охрана на труда – в Министерството на труда на САЩ (OSHA), звено за управление в Калифорния            | Respiratory Protection in the Workplace (избор и използване на респираторите в малки организации)                                                                               |
| САЩ                                            | английски                                      | 2001                                           | 166                                            | Комисия за защита на населението от радиоактивни материали (NRC, САЩ)                                                              | Manual of Respiratory Protection Against Airborne Radioactive Material (избор и използване на респираторите в ядрена промишленост)                                              |
| САЩ                                            | английски                                      | 1986                                           | 173                                            | Националният институт на безопасност и здраве на работното място (NIOSH) и Американска агенция за опазване на околната среда (EPA) | A guide to respiratory protection for the asbestos abatement industry (избор и използване на респираторите за защита от азбест)                                                 |
| Канада                                         | френски                                        | 2013, 2002                                     | 60                                             | Национален институт за изследване и сигурност (IRSST)                                                                              | Guide pratique de protection respiratoire (избор и използване на респираторите); второ издание                                                                                  |
| Канада                                         | английски                                      | 2015                                           | -                                              | Национален институт за изследване и сигурност (IRSST)                                                                              | A support tool for choosing respiratory protection against bioaerosols (защита от биологични аерозоли, онлайн)                                                                  |
| Канада                                         | френски                                        | 2015                                           | -                                              | Национален институт за изследване и сигурност (IRSST)                                                                              | Un outil d’aide a la prise de decision pour choisir une protection respiratoire contre les bioaerosols (защита от биологични аерозоли, онлайн)                                  |
| Франция                                        | френски                                        | 2017                                           | 68                                             | Национален институт за изследване и сигурност (INRS)                                                                               | Les appareils de protection respiratoire (избор и използване на респираторите)                                                                                                  |
| Германия                                       | немски                                         | 2011                                           | 174                                            | Застрахователна компания при злополука (DGUV)                                                                                      | Benutzung von Atemschutzgerdten (избор и използване на респираторите) |
| Великобритания                                 | английски                                      | 2013                                           | 59                                             | Управление за безопасност и охрана на труда (HSE)                                                                                  | Respiratory protective equipment at work (избор и използване на респираторите)                                                                                                  |
| Великобритания                                 | английски                                      | 2016                                           | 29                                             | Подразделение на радиационната защита в ядрената индустрия (IRPCG)                                                                 | Respiratory Protective Equipment (избор и използване на респираторите в ядрена промишленост)                                                                                    |
| Ирландия                                       | английски                                      | 2010                                           | 19                                             | Управление за безопасност и охрана на труда (HSA)                                                                                  | A Guide to Respiratory Protective Equipment (избор и използване на респираторите)                                                                                               |
| Нова Зеландия                                  | английски                                      | 1999                                           | 51                                             | Управление за безопасност и охрана на труда (OSHS)                                                                                 | A guide to respiratory protection (избор и използване на респираторите) |
| Чили                                           | испански                                       | 2009                                           | 40                                             | Институт за здравеопазване (ISPCH)                                                                                                 | Guia para la seleccion y control de proteccion respiratoria (избор и използване на респираторите)                                                                               |
| Испания                                        | испански                                       | -                                              | 16                                             | Националният институт на безопасност и здраве на работното място (INSHT)                                                           | Guia orientativa para la seleccion y utilizacion de protectores respiratorios (избор и използване на респираторите)                                                             |
| Италия                                         | италиански                                     | -                                              | 64                                             | Компания „Sabbatini Consulting“ | Guida alla scelta e all'uso degli apparecchi di protezione delle vie respiratorie (избор и използване на респираторите)                                                         |
| Нидерландия                                    | нидерландски                                   | 2001                                           | 88                                             | Холандска асоциация по трудова медицина; Работна група за респираторна защита                                                      | Selectie en Gebruik van Ademhalingsbeschermingsmiddelen (избор и използване на респираторите)                                                                                   |

Проучването е повече от 30 хиляди компании показа, че респиратори, често неправилно се използва в малки организации.
Ниската надеждност на респираторите налага да се разработят начини за намаляване концентрацията на прах. Това прави прилагането на средства за лична защита незадължителна в повечето случаи.